# Departamento La Capital (Santa Fe)
La Capital, oficialmente Departamento de La Capital, es un departamento en la Provincia de Santa Fe (Argentina).
Es uno de los 4 departamentos originales que tuvo la provincia, junto con el de San Jeronimo, el de Rosario y el de Garay. En 1883 se desprendio del mismo el departamento Las Colonias, que por entonces también abarcaba el departamento Castellanos y el departamento San Cristóbal. En 1890 se desprendio del mismo el departamento San Justo, fijando sus límites actuales.

## Distritos
El departamento de La Capital comprende un total de 24 distritos, categorizados en 1 municipio de 1.ª categoría:
| Municipio 1.ª categoría | Población municipio (2010) | Localidad | Población localidad (2010) |
| ----------------------- | -------------------------- | --------- | -------------------------- |
| Santa Fe                | 391.231                    | Santa Fe  | 391.164                    |

4 municipios de 2.ª categoría:
| Municipio 2.ª categoría | Población municipio (2010) | Localidad           | Población localidad (2010) |
| ----------------------- | -------------------------- | ------------------- | -------------------------- |
| Laguna Paiva            | 12.443                     | Laguna Paiva        | 12.334                     |
| Recreo                  | 14.205                     | Recreo              | 12.774                     |
| San José del Rincón     | 10.178                     | San José del Rincón | 10.176                     |
| Santo Tomé              | 66.133                     | Santo Tomé          | 65.684                     |

Y 10 comunas:
| Comuna          | Población municipio (2010) | Localidad           | Población localidad (2010) |
| --------------- | -------------------------- | ------------------- | -------------------------- |
| Arroyo Aguiar   | 1.478                      | Arroyo Aguiar       | 751                        |
| Arroyo Aguiar   | 1.478                      | Villa Laura         | 268                        |
| Arroyo Leyes    | 3.012                      | Arroyo Leyes        | 2.420                      |
| Arroyo Leyes    | 3.012                      | Rincón Potrero      | 589                        |
| Cabal           | 205                        | Cabal               | 54                         |
| Campo Andino    | 502                        | Campo Andino        | 313                        |
| Candioti        | 1.045                      | Gobernador Candioti | 888                        |
| Emilia          | 1.015                      | Emilia              | 691                        |
| Emilia          | 1.015                      | Cuatro Esquinas     | 174                        |
| Llambi Campbell | 2.523                      | Lassaga             | S/D                        |
| Llambi Campbell | 2.523                      | Llambi Campbell     | 2.260                      |
| Monte Vera      | 8.284                      | Ángel Gallardo      | 856                        |
| Monte Vera      | 8.284                      | Chaco Chico         | 139                        |
| Monte Vera      | 8.284                      | Monte Vera          | 5.726                      |
| Monte Vera      | 8.284                      | Paraje La Costa     | 67                         |
| Nelson          | 4.716                      | Manucho             | S/D                        |
| Nelson          | 4.716                      | Nelson              | 4.206                      |
| Sauce Viejo     | 8.123                      | Sauce Viejo         | 7.953                      |

## Demografía
Según estadísticas del INDEC en 2010 tenía 490.171 habitantes. Si bien el INDEC no incluye a varias localidades del departamento como dentro del Gran Santa Fe, en la actualidad muchas consultoras e inversionistas, extienden El Gran Santa Fe a todo el Departamento La Capital.
El censo de 2022 arrojó un total de 572.265 habitantes (299.802 mujeres y 272.353 hombres) con un índice de masculinidad de 90,8 hombres por cada 100 mujeres..
Esto representa un crecimiento del 9% con respecto al censo de 2010.
La edad mediana de la población es de 33 años (34 años entre las mujeres y 32 años entre los hombres).
El 12,0% de la población tiene más de 65 años (frente al 10,4% en 2010), y el 2,6% de la población tiene más de 80 años (frente al 2,5% en 2010)
De las personas residentes en el departamento, unas 55 798 (9,7% del total departamental) nacieron en otra provincia, y unas 5 589 (0,9% del total departamental) lo hicieron fuera del país, siendo los grupos de inmigrantes más numerosos los provenientes de:
- Bolivia: 836 personas
- Italia: 432 personas
- Uruguay: 365 personas
- Colombia: 344 personas
- Paraguay: 315 personas